# Yokotondou
Yokotondou est un village de la commune de Belel situé dans la région de l'Adamaoua et le département de la Vina au Cameroun.

## Population
En 1967, Yokotondou comptait 183 habitants, principalement des Peuls. Lors du recensement de 2005, 295 personnes y ont été dénombrées.